# كريستيانو دوس سانتوس نيفيس
كريستيانو دوس سانتوس نيفيس (بالبرتغالية: Cristiano dos Santos Neves‏) هو لاعب كرة قدم برازيلي في مركز الهجوم، ولد في 25 أكتوبر 1981 في Rosário do Catete ‏ في البرازيل. لعب مع نادي بارانا ونادي بالميراس ونادي باهيا ونادي ساو كريستوفاو ونادي سيارا ونادي غوياس ونادي كورينثيانس ألاغوانو.